# N
N o n (chiamata enne in italiano) è la dodicesima lettera dell'alfabeto italiano e la quattordicesima dell'alfabeto latino moderno. Nella sua forma maiuscola è anche il simbolo della lettera ni dell'alfabeto greco; nella sua forma minuscola rappresenta una consonante nasale alveolare nell'alfabeto fonetico internazionale.

## Storia
| D |

| D |

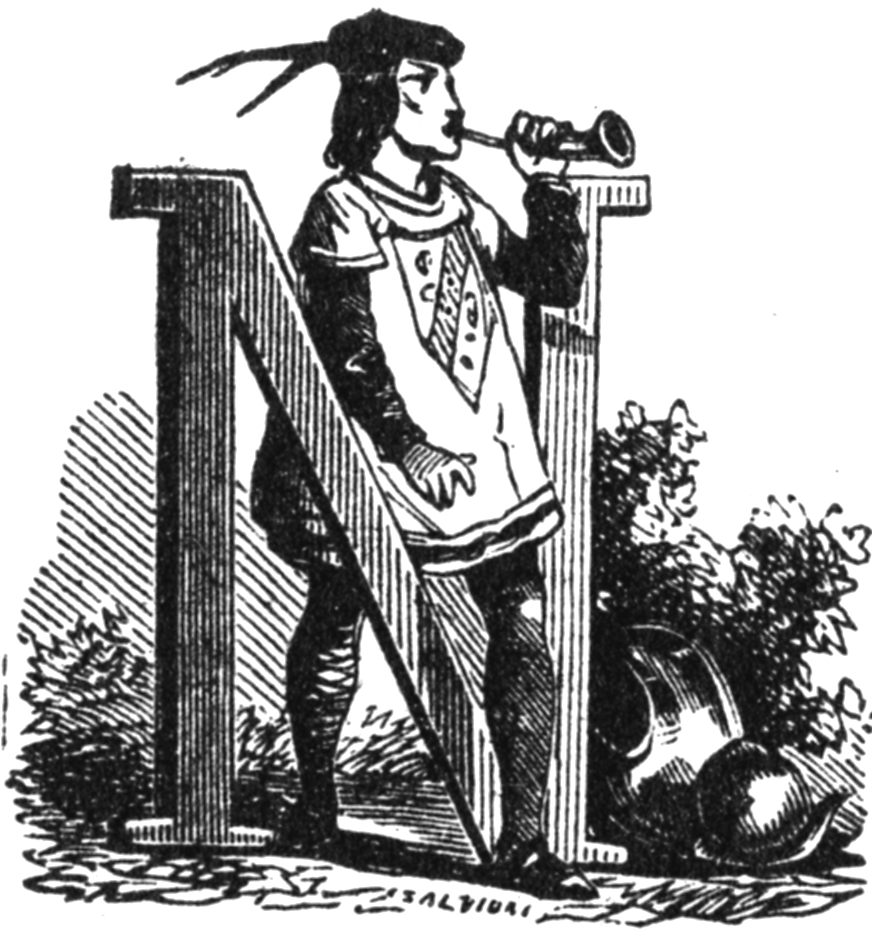
Esempio di capolettera

Nei geroglifici egizi, il serpente rappresentava una lettera simile alla J (dal nome egiziano per "serpente", djet). Si pensa che i popoli semitici lavoranti in Egitto, adattando i geroglifici per creare il loro alfabeto, usarono tale simbolo per rappresentare la loro N, poiché la parola per "serpente" nella loro lingua cominciava con questo suono. Tuttavia si sa che in alcune delle lingue che poi adattarono il simbolo (fenicio, ebreo, aramaico, arabo) il nome della lettera, nun, significava "pesce". Malgrado ciò, da essa si è evoluta la lettera greca ni, da cui deriva, per via etrusca, la latina N.